# 行きずりの街
『行きずりの街』（ゆきずりのまち）は、志水辰夫の小説である。
新潮社のレーベルである"新潮ミステリー倶楽部"の収録作として、1990年12月に書下ろしで刊行された。のちに新潮文庫でも刊行されている。
2000年にテレビドラマ化され、2010年には映画化された。

## 概要
1990年の日本冒険小説協会大賞を受賞し、1992年度の「このミステリーがすごい!」で第1位に選出された。2006年からの2年間で発行部数を66万部まで伸ばした。

## 内容
主人公・波多野和郎が教える塾の元教え子・広瀬ゆかりが東京で失踪したため、波多野はゆかりを探しに東京に向かう。その過程で、別れた妻・手塚雅子との運命的な再会を果たし、さらに自分を追放した学園の黒い謎にたった1人で闘いを挑む。自らの道を切り開いていく主人公の姿をドラマチックに描いたラブ・ミステリー。

## テレビドラマ
2000年9月23日、テレビ朝日の土曜ワイド劇場で放送された。

### 出演
- 波多野和郎：水谷豊
- 手塚雅子：藤谷美紀
- 広瀬ゆかり：野波麻帆
- 木村美紀：秋篠美帆
- 金子夏代：三ツ矢歌子
- 古川刑事：辻萬長
- 神山学長：滝田裕介
- 池辺忠賢：西田健
- 手塚映子：山口果林
- 市村：市川勇
- 岸本江理：春木みさよ
- 角田幸一：長岡尚彦
- 人事部長：片桐竜次
- ディーラー：志水正義
- 刑事：岩松廉、小川ヨシオ

ほか

### スタッフ
- 監督：吉川一義
- 脚本：岡本克己
- 選曲：合田豊
- 音響効果：大泉音映
- 技術協力：オーエイギャザリング
- MA：映広
- ロケ協力：高梁市、高梁観光協会、平成国際大学　ほか
- プロデューサー：高橋正樹（テレビ朝日）・松本基弘（テレビ朝日）・池ノ上雄一（東映）
- 制作：テレビ朝日・東映

## 映画
2010年のミステリーサスペンス映画。第15回釜山国際映画祭公式上映作品。監督は阪本順治。主演は仲村トオル。DVDは2011年5月21日発売。

### キャスト（映画）
- 波多野和郎 - 仲村トオル
- 手塚雅子 - 小西真奈美
- 広瀬ゆかり - 南沢奈央
- 大森幸生 - 菅田俊
- 木村美紀 - 佐藤江梨子
- 藤本江理 - 谷村美月
- 園部行雄 - 杉本哲太
- 神山文彦 - ARATA
- 中込安弘 - 窪塚洋介
- 池辺忠賢 - 石橋蓮司
- 手塚映子 - 江波杏子
- 千道 - マイク・ハン
- うじきつよし
- 大林丈史
- でんでん
- 宮下順子

### スタッフ（映画）
- 製作 - 黒澤満
- 企画 - 遠藤茂行
- プロデューサー - 國松達也
- ラインプロデューサー - 望月政雄
- 原作 - 『行きずりの街』志水辰夫
- 企画協力 - 新潮社
- 脚本 - 丸山昇一
- 音楽 - 安川午朗
- 撮影 - 仙元誠三
- 照明 - 渡辺三雄
- 美術 - 小澤秀高
- 録音 - 志満順一
- 編集 - 普嶋信一
- スクリプター - 今村治子
- 装飾 - 肥沼和男
- 技斗 - 二家本辰巳
- キャスティング協力 - 杉野剛
- 助監督 - 小野寺昭洋
- 製作担当 - 樫崎秀明
- プロデューサー補 - 栗生一馬
- 宣伝プロデューサー - 杉田薫、多田容子
- 撮影応援 - 岡本和大、本田真弥
- 装飾応援 - 松宮廣之
- 製作応援 - 岩下真司
- 宣伝 - 菅谷英智
- 配給統括 - 村松秀信
- 配給 - 東映
- 制作プロダクション - セントラル・アーツ
- 製作委員会 - セントラル・アーツ、東映、木下工務店、東映ビデオ、カートプロモーション
- 監督 - 阪本順治

### 主題歌（映画）
- meg「再愛 〜Love you again〜」  - 小室哲哉プロデュース